# Aleja Niepodległości w Poznaniu
Aleja Niepodległości – główna ulica Poznania biegnąca równolegle do ul. Tadeusza Kościuszki wzdłuż ścisłego centrum miasta. Została wytyczona w 1905 po likwidacji poligonalnych umocnień Twierdzy Poznań, w trakcie budowy Dzielnicy Cesarskiej. 
Na całej długości posiada kategorię drogi powiatowej.

## Nazwa
W latach 1905–1919 nosiła nazwę Kaiserring, od 1919–1939: Wały Leszczyńskiego, 1939–1945: Oberwall, Niederwall, a w latach 1950–1990 - aleja Stalingradzka. Tę ostatnią nazwę przyjęto 28 stycznia 1950, przed obchodami siódmej rocznicy bitwy stalingradzkiej, na wniosek Stanisława Hebanowskiego, reprezentującego przewodniczących komitetów blokowych śródmieścia. Obecną nazwę przyjęto w 1990, jako jedną z dwóch wówczas proponowanych - drugą propozycją była Aleja Zwycięstwa. Proponowano również pozostawienie nazwy Aleja Stalingradzka na odcinku od Libelta do Fredry, motywując to m.in. bohaterstwem Polaków walczących pod Stalingradem.
W okresie PRL-u na odcinku od placu Mickiewicza (skrzyżowanie z ulicą Święty Marcin, ówczesną Czerwonej Armii) do skrzyżowania z obecną ulicą Królowej Jadwigi nosiła nazwę Juliana Marchlewskiego.

## Znaczące obiekty
Od południa:
- Izba Rzemieślnicza,
- Collegium Novum Uniwersytetu im. Adama Mickiewicza,
- Miastoprojekt - pierwszy poznański wieżowiec po II wojnie światowej,
- Dyrekcja Kolei w Poznaniu, al. Niepodległości 8,
- Budynek Główny Uniwersytetu Ekonomicznego,
- pomnik Edwarda Taylora i Zbigniewa Zakrzewskiego
- dawne Ziemstwo Kredytowe,
- park Marcinkowskiego z rzeźbą Paw,
- park Maciejewskiego z Forum Academicum,
- Zamek Cesarski z Ogrodem Zamkowym i Pomnikiem Katyńskim,
- Park Adama Mickiewicza i plac Adama Mickiewicza,
- Teatr Wielki i Collegium Maius (boczne elewacje),
- Urząd Wojewódzki w Poznaniu, al. Niepodległości 16/18,
- Kościół Najświętszej Maryi Panny Królowej Różańca Świętego,
- pomnik Polskiego Państwa Podziemnego,
- Park Stanisława Moniuszki z popiersiem artysty,
- Liceum Sióstr Urszulanek,
- Collegium Iuridicum Novum,
- Urząd Marszałkowski Województwa Wielkopolskiego w Poznaniu, al. Niepodległości 34,
- dawny Hotel Polonez,
- Plac Niepodległości.

oraz:
- pomnik przyrody „Aleja Niepodległości”.